# Albert z Bergamo
Albert z Bergamo (ur. ok. 1214 w Villa d’Ogna, zm. 7 maja 1279 w Cremonie) – włoski tercjarz dominikański, błogosławiony Kościoła katolickiego.

## Życiorys
Albert z Bergamo urodził się w chłopskiej rodzinie. Pracował na roli i ożenił się. Po śmierci rodziców i żony udał się na pielgrzymkę do Rzymu i dotarł do Cremony, gdzie wstąpił do Trzeciego Zakonu Dominikanów. Troszczył się o biednych. Zmarł 7 maja 1279 po otrzymaniu ostatnich sakramentów. Jego kult został zatwierdzony przez papieża Benedykta XIV 9 maja 1748.